# Llista de catenae de Mercuri
En aquest article només es mostra els noms oficials aprovats per la Unió Astronòmica Internacional (UAI).
Aquesta és una llista de catenae amb nom de Mercuri

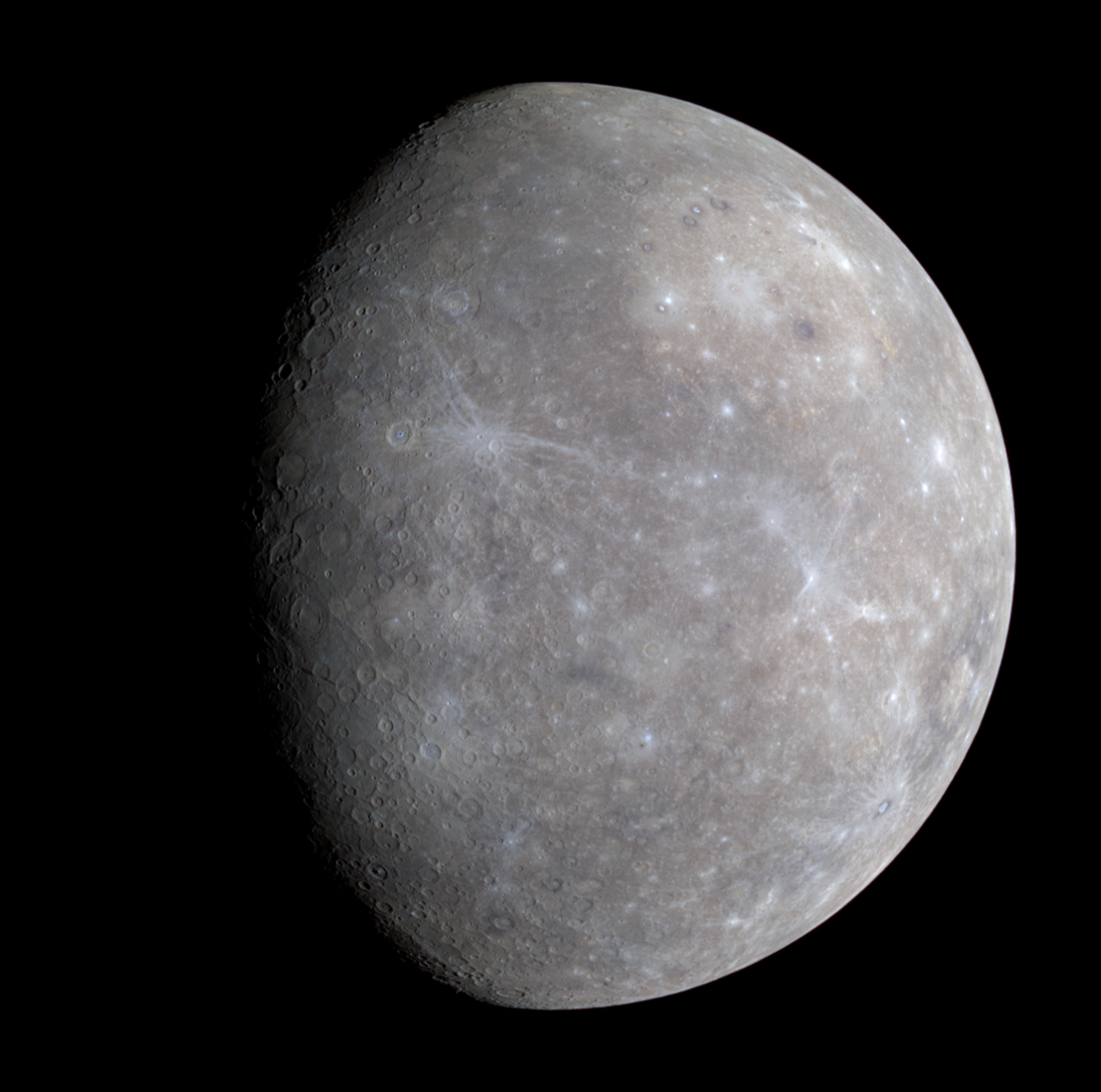
Imatge de Mercuri
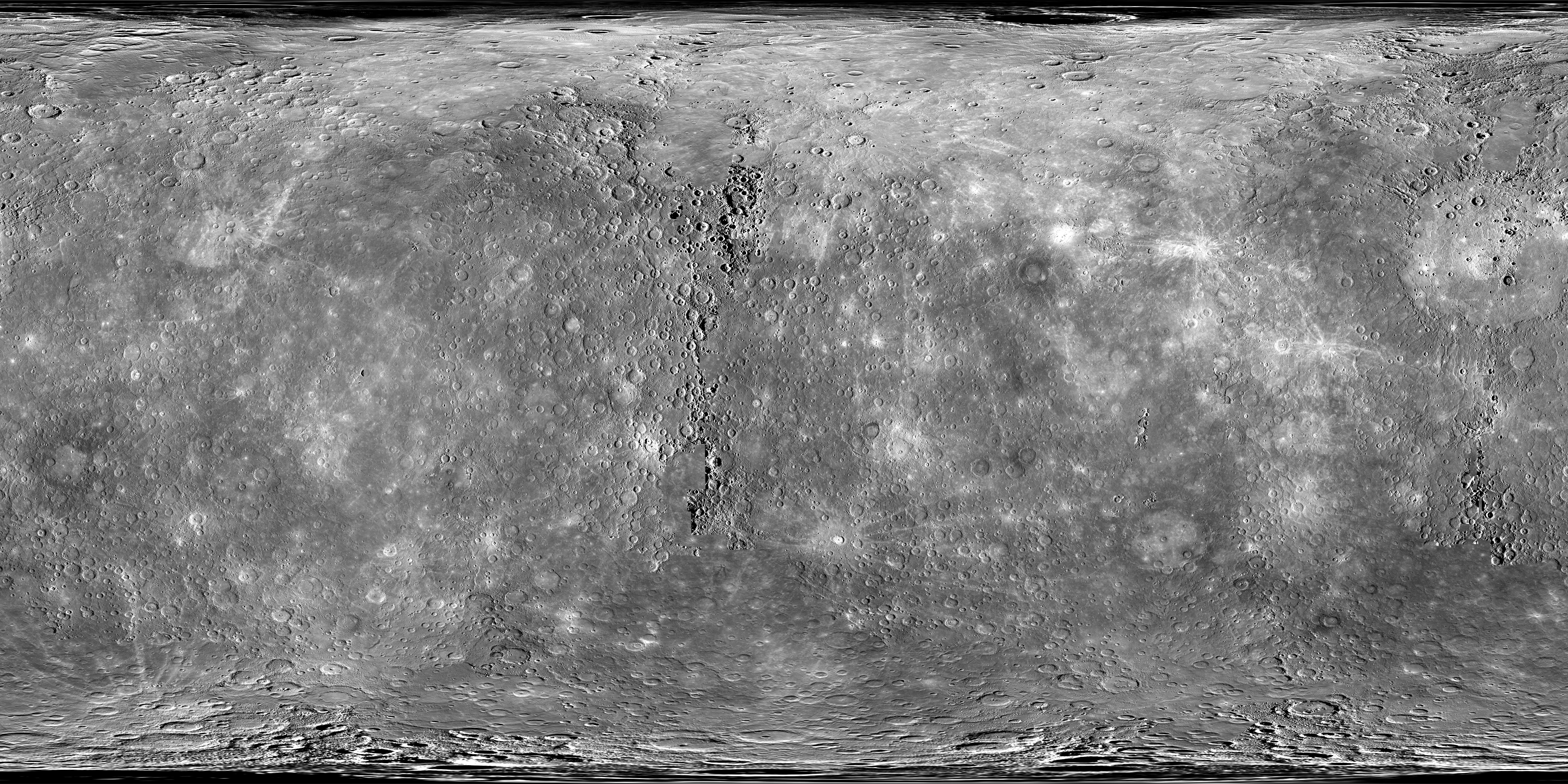
Mapa topogràfic de mercuri

## Llista
Les catenae de Mercuri porten els noms de radiotelescopis.
La latitud i la longitud es donen com a coordenades planetogràfiques amb longitud oest (+ Oest; 0-360).
| Catena           | Coordenades                            | Diàmetre (km) | Epònim | Ref.  |
| ---------------- | -------------------------------------- | ------------- | --- | ----- |
| Arecibo Catena   | 27° 35′ S, 28° 17′ O / 27.58°S,28.29°O | 139,79        | Radiotelescopi d'Arecibo; radiotelescopi situat a Puerto Rico.                                            | WGPSN |
| Goldstone Catena | 15° 37′ S, 32° 01′ O / 15.62°S,32.02°O | 102,00        | Goldstone Deep Space Communications Complex; radiotelescopi situat a Califòrnia (Estats Units d'Amèrica). | WGPSN |
| Haystack Catena  | 4° 25′ N, 46° 29′ O / 4.42°N,46.48°O   | 274,00        | Radiotelescopi Haystack; radiotelescopi situat a Massachusetts (Estats Units d'Amèrica).                  | WGPSN |